# 28ª edizione dei Critics' Choice Awards
La 28ª edizione dei Critics' Choice Awards è stata presentata il 15 gennaio 2023, al Fairmont Century Plaza Hotel, per onorare il cinema e la televisione del 2022.
Le candidature per i premi televisivi sono state annunciate il 6 dicembre 2022, mentre le candidature per il cinema sono state annunciate il 14 dicembre 2022.

## Premi per il cinema

### Miglior film
- Everything Everywhere All at Once
- Avatar - La via dell'acqua (Avatar: The Way of Water)
- Babylon
- Gli spiriti dell'isola (The Banshees of Inisherin)
- Elvis
- The Fabelmans
- Glass Onion - Knives Out (Glass Onion: A Knives Out Mystery)
- Tár
- Top Gun: Maverick
- Women Talking - Il diritto di scegliere (Women Talking)

### Miglior regista
- Daniel Kwan e Daniel Scheinert – Everything Everywhere All at Once
- James Cameron – Avatar - La via dell'acqua (Avatar: The Way of Water)
- Damien Chazelle – Babylon
- Todd Field – Tár
- Baz Luhrmann – Elvis
- Martin McDonagh – Gli spiriti dell'isola (The Banshees of Inisherin)
- Sarah Polley – Women Talking - Il diritto di scegliere (Women Talking)
- Gina Prince-Bythewood – The Woman King
- Steven Spielberg – The Fabelmans

### Miglior attore protagonista
- Brendan Fraser – The Whale
- Austin Butler – Elvis
- Tom Cruise – Top Gun: Maverick
- Colin Farrell – Gli spiriti dell'isola (The Banshees of Inisherin)
- Paul Mescal – Aftersun
- Bill Nighy – Living

### Miglior attrice protagonista
- Cate Blanchett – Tár
- Viola Davis – The Woman King
- Danielle Deadwyler – Till - Il coraggio di una madre (Till)
- Margot Robbie – Babylon
- Michelle Williams – The Fabelmans
- Michelle Yeoh – Everything Everywhere All at Once

### Miglior attore non  protagonista
- Ke Huy Quan – Everything Everywhere All at Once
- Paul Dano – The Fabelmans
- Brendan Gleeson – Gli spiriti dell'isola (The Banshees of Inisherin)
- Brian Tyree Henry – Causeway
- Judd Hirsch – The Fabelmans
- Barry Keoghan – Gli spiriti dell'isola (The Banshees of Inisherin)

### Miglior attrice non protagonista
- Angela Bassett – Black Panther: Wakanda Forever
- Jessie Buckley – Women Talking - Il diritto di scegliere (Women Talking)
- Kerry Condon – Gli spiriti dell'isola (The Banshees of Inisherin)
- Jamie Lee Curtis – Everything Everywhere All at Once
- Stephanie Hsu – Everything Everywhere All at Once
- Janelle Monáe – Glass Onion - Knives Out (Glass Onion: A Knives Out Mystery)

### Miglior giovane interprete
- Gabriel LaBelle – The Fabelmans
- Frankie Corio – Aftersun
- Jalyn Hall – Till - Il coraggio di una madre (Till)
- Bella Ramsey – Catherine (Catherine Called Birdy)
- Banks Repeta – Armageddon Time - Il tempo dell'apocalisse (Armageddon Time)
- Sadie Sink – The Whale

### Miglior cast corale
- Glass Onion - Knives Out (Glass Onion: A Knives Out Mystery)
- Gli spiriti dell'isola (The Banshees of Inisherin)
- Everything Everywhere All at Once
- The Fabelmans
- The Woman King
- Women Talking - Il diritto di scegliere (Women Talking)

### Miglior sceneggiatura originale
- Daniel Kwan e Daniel Scheinert – Everything Everywhere All at Once
- Todd Field – Tár
- Martin McDonagh – Gli spiriti dell'isola (The Banshees of Inisherin)
- Steven Spielberg e Tony Kushner – The Fabelmans
- Charlotte Wells – Aftersun

### Miglior sceneggiatura non originale
- Sarah Polley – Women Talking - Il diritto di scegliere (Women Talking)
- Samuel D. Hunter – The Whale
- Kazuo Ishiguro – Living
- Rian Johnson – Glass Onion - Knives Out (Glass Onion: A Knives Out Mystery)
- Rebecca Lenkiewicz – Anche io (She Said)

### Miglior fotografia
- Claudio Miranda – Top Gun: Maverick
- Russell Carpenter – Avatar - La via dell'acqua (Avatar: The Way of Water)
- Roger Deakins – Empire of Light
- Florian Hoffmeister – Tár
- Janusz Kamiński – The Fabelmans
- Linus Sandgren – Babylon

### Miglior montaggio
- Paul Rogers – Everything Everywhere All at Once
- James Cameron, Stephen Rivkin, David Brenner e John Refoua – Avatar - La via dell'acqua (Avatar: The Way of Water)
- Tom Cross – Babylon
- Eddie Hamilton – Top Gun: Maverick
- Matt Villa – Elvis
- Monika Willi – Tár

### Migliori costumi
- Ruth E. Carter – Black Panther: Wakanda Forever
- Jenny Eagan – Glass Onion - Knives Out (Glass Onion: A Knives Out Mystery)
- Shirley Kurata – Everything Everywhere All at Once
- Catherine Martin – Elvis
- Gersha Phillips – The Woman King
- Mary Zophres – Babylon

### Miglior scenografia
- Florencia Martin e Anthony Carlino – Babylon
- Hannah Beachler – Black Panther: Wakanda Forever
- Rick Carter – The Fabelmans
- Dylan Cole – Avatar - La via dell'acqua (Avatar: The Way of Water)
- Karen O'Hara – Everything Everywhere All at Once
- Catherine Martin – Elvis

### Miglior colonna sonora
- Hildur Guðnadóttir – Tár
- Alexandre Desplat – Pinocchio di Guillermo del Toro (Guillermo del Toro’s Pinocchio)
- Michael Giacchino – The Batman
- Hildur Guðnadóttir – Women Talking - Il diritto di scegliere (Women Talking)
- Justin Hurwitz – Babylon
- John Williams – The Fabelmans

### Miglior canzone
- Naatu Naatu - RRR
- Carolina – La ragazza della palude (Where the Crawdads Sing)
- Ciao Papà – Pinocchio di Guillermo del Toro (Guillermo Del Toro’s Pinocchio)
- Hold My Hand – Top Gun: Maverick
- Lift Me Up – Black Panther: Wakanda Forever
- New Body Rhumba – Rumore bianco (White Noise)

### Miglior trucco e acconciatura
- Elvis
- Babylon
- Everything Everywhere All at Once
- The Batman
- The Whale

### Migliori effetti speciali
- Avatar - La via dell'acqua
- Black Panther: Wakanda Forever
- Everything Everywhere All at Once
- The Batman
- Top Gun: Maverick

### Miglior film commedia
- Glass Onion - Knives Out (Glass Onion: A Knives Out Mystery), regia di Rian Johnson
- Gli spiriti dell'isola (The Banshees of Inisherin), regia di Martin McDonagh
- Everything Everywhere All at Once, regia di Daniel Kwan e Daniel Scheinert
- Triangle of Sadness, regia di Ruben Östlund
- Il talento di Mr. C (The Unbearable Weight of Massive Talent), regia di Tom Gormican

### Miglior film straniero
- RRR, regia di S. S. Rajamouli •  India
- Niente di nuovo sul fronte occidentale (Im Westen nichts Neues), regia di Edward Berger •  Germania
- Argentina, 1985, regia di Santiago Mitre •  Argentina
- Bardo, la cronaca falsa di alcune verità (Bardo, False Chronicle of a Handful of Truths), regia di Alejandro González Iñárritu •  Spagna
- Close, regia di Lukas Dhont •  Belgio
- Decision to Leave, regia di Park Chan-wook •  Corea del Sud

### Miglior film animato
- Pinocchio di Guillermo del Toro (Guillermo Del Toro’s Pinocchio)
- Il gatto con gli stivali 2 - L'ultimo desiderio (Puss in Boots: The Last Wish)
- Red (Turning Red)
- Marcel the Shell (Marcel the Shell with Shoes On)
- Wendell & Wild

### Lifetime Achievement Award
- Jeff Bridges[4]

## Premi per la televisione

### Miglior serie drammatica
- Better Call Saul
- Andor
- Bad Sisters
- The Crown
- Euphoria
- The Good Fight
- House of the Dragon
- Scissione (Severance)
- Yellowstone

### Miglior attore protagonista in una serie drammatica
- Bob Odenkirk – Better Call Saul
- Jeff Bridges – The Old Man
- Sterling K. Brown – This Is Us
- Diego Luna – Andor
- Adam Scott – Scissione (Severance)
- Antony Starr – The Boys

### Miglior attrice protagonista in una serie drammatica
- Zendaya – Euphoria
- Christine Baranski – The Good Fight
- Sharon Horgan – Bad Sisters
- Laura Linney – Ozark
- Mandy Moore – This Is Us
- Kelly Reilly – Yellowstone

### Miglior attore non protagonista in una serie drammatica
- Giancarlo Esposito – Better Call Saul
- Andre Braugher – The Good Fight
- Ismael Cruz Córdova – Il Signore degli Anelli - Gli Anelli del Potere (The Lord of the Rings: The Rings of Power)
- Michael Emerson – Evil
- John Lithgow – The Old Man
- Matt Smith – House of the Dragon

### Miglior attrice non protagonista in una serie drammatica
- Jennifer Coolidge – The White Lotus
- Milly Alcock – House of the Dragon
- Carol Burnett – Better Call Saul
- Julia Garner – Ozark
- Audra McDonald – The Good Fight
- Rhea Seehorn – Better Call Saul

### Miglior serie commedia
- Abbott Elementary
- Barry
- The Bear
- Better Things
- Ghosts
- Hacks
- Reboot
- Reservation Dogs

### Miglior attore in una serie commedia
- Jeremy Allen White – The Bear
- Matt Berry – What We Do in the Shadows
- Bill Hader – Barry
- Keegan-Michael Key – Reboot
- Steve Martin – Only Murders in the Building
- D'Pharaoh Woon-A-Tai – Reservation Dogs

### Miglior attrice in una serie commedia
- Jean Smart – Hacks
- Christina Applegate – Amiche per la morte - Dead to Me (Dead to Me)
- Quinta Brunson – Abbott Elementary
- Kaley Cuoco – L'assistente di volo - The Flight Attendant (The Flight Attendant)
- Renée Elise Goldsberry – Girls5eva
- Devery Jacobs – Reservation Dogs

### Miglior attore non protagonista in una serie commedia
- Henry Winkler – Barry
- Brandon Scott Jones – Ghosts
- Leslie Jordan – Call Me Kat
- James Marsden – Amiche per la morte - Dead to Me (Dead to Me)
- Chris Perfetti – Abbott Elementary
- Tyler James Williams – Abbott Elementary

### Miglior attrice non protagonista in una serie commedia
- Sheryl Lee Ralph – Abbott Elementary
- Paulina Alexis – Reservation Dogs
- Ayo Edebiri – The Bear
- Marcia Gay Harden – Uncoupled
- Janelle James – Abbott Elementary
- Annie Potts – Young Sheldon

### Miglior miniserie TV
- The Dropout
- Gaslit
- The Girl from Plainville
- The Offer
- Pam & Tommy
- Station Eleven
- This Is Going to Hurt
- In nome del cielo (Under the Banner of Heaven)

### Miglior film TV
- Weird: The Al Yankovic Story
- Fresh
- Prey
- Ray Donovan: The Movie
- The Survivor
- Three Months

### Miglior attore protagonista in una miniserie o film TV
- Daniel Radcliffe – Weird: The Al Yankovic Story
- Ben Foster – The Survivor
- Andrew Garfield – In nome del cielo (Under the Banner of Heaven)
- Samuel L. Jackson – Gli ultimi giorni di Tolomeo Grey (The Last Days of Ptolemy Grey)
- Sebastian Stan – Pam & Tommy
- Ben Whishaw – This is Going to Hurt

### Miglior attrice protagonista in una miniserie o film TV
- Amanda Seyfried – The Dropout
- Julia Garner – Inventing Anna
- Lily James – Pam & Tommy
- Amber Midthunder – Prey
- Julia Roberts – Gaslit
- Michelle Pfeiffer – The First Lady

### Miglior attore non protagonista in una miniserie o film TV
- Paul Walter Hauser – Black Bird
- Murray Bartlett – Welcome to Chippendales
- Domhnall Gleeson – The Patient
- Matthew Goode – The Offer
- Ray Liotta – Black Bird
- Shea Whigham – Gaslit

### Miglior attrice non protagonista in una miniserie o film TV
- Niecy Nash-Betts – Dahmer - Mostro: la storia di Jeffrey Dahmer (Dahmer - Monster: The Jeffrey Dahmer Story)
- Claire Danes – Fleishman Is in Trouble
- Dominique Fishback – Gli ultimi giorni di Tolomeo Grey (The Last Days of Ptolemy Grey)
- Betty Gilpin – Gaslit
- Melanie Lynskey – Candy - Morte in Texas (Candy)
- Juno Temple – The Offer

### Miglior serie animata
- Harley Quinn
- Bluey
- Bob's Burgers
- Genndy Tartakovsky's Primal
- Star Trek: Lower Decks
- Undone

### Miglior serie straniera
- Pachinko - La moglie coreana (Pachinko)
- 1899
- Borgen - Il potere (Borgen)
- Avvocata Woo (이상한 변호사 우영우)
- ¡García!
- The Kingdom - Il regno (Riget)
- Kleo
- L'amica geniale
- Tehran

### Miglior Talk Show
- Last Week Tonight with John Oliver
- The Amber Ruffin Show
- Full Frontal with Samantha Bee
- The Kelly Clarkson Show
- Late Night with Seth Meyers
- Watch What Happens Live with Andy Cohen

### Miglior commedia speciale
- Norm Macdonald: Nothing Special
- Fortune Feimster: Good Fortune
- Jerrod Carmichael: Rothaniel
- Joel Kim Booster: Psychosexual
- Nikki Glaser: Good Clean Filth
- Would It Kill You to Laugh? Starring Kate Berlant & John Early